# Carl J. Schäuble
Carl J. Schäuble (* 10. April 1933; † 24. August 2010) war ein deutscher Schlagertexter. Bis 2004 war er auch im Vorstand des Deutschen Textdichter-Verbandes. Bis zu seinem Lebensende war er zudem in der GEMA engagiert.

## Werdegang
Zu seinen großen Erfolgen gehören der Text zu Frag den Wind, das mit einer Melodie von Helmut Zacharias und vorgetragen von Inge Brück 1966 das erste Festival Internacional da Canção von Rio de Janeiro gewann. Die Norwegerin Wencke Myhre wurde 1968 mit dem von ihm getexteten und von Horst Jankowski vertonten Beitrag Ein Hoch der Liebe für Deutschland sechste beim Grand Prix Eurovision de la Chanson in London. Das von ihm getextete Lied Sebastian, das von Tonia vorgetragen wurde, belegte in der deutschen Vorausscheidung für den Wettbewerb von 1973 in Luxemburg mit nur einem Punkt Rückstand hinter dem von Gitte interpretierten Beitrag Junger Tag den zweiten Rang.
Neben der Vertextung zahlreicher weiterer Horst Jankowski-Melodien – unter anderem auch zur Schwarzwaldfahrt – schrieb er die Worte zu Liedern, die unter anderem von Cliff Richard, Hoffmann & Hoffmann, Howard Carpendale, Karel Gott, Katja Ebstein, Klaus Havenstein und Sylvia Vrethammar interpretiert wurden. Besonders nachhaltig war seine Zusammenarbeit mit der Mannheimerin Joy Fleming, für die er, neben vielen weiteren Texten, 1972 auch die Worte zu ihrem Neckarbrückenblues lieferte.
Seine Urne wurde am 18. Dezember 2010 im FriedWald  im Saarbrücker Stadtteil Kirschheck naturbestattet. Seine letzte Adresse dort ist der Baum USB270.